# Xylocopa plagioxantha
Xylocopa plagioxantha är en biart som beskrevs av Maurits Anne Lieftinck 1964. Xylocopa plagioxantha ingår i släktet snickarbin, och familjen långtungebin. Inga underarter finns listade i Catalogue of Life.